# Dschang Airport
Dschang Airport (franska: Aéroport de Dschang) är en flygplats i Kamerun.   Den ligger i regionen Västra regionen, i den västra delen av landet, 240 km nordväst om huvudstaden Yaoundé. Dschang Airport ligger 1 397 meter över havet.
Terrängen runt Dschang Airport är kuperad västerut, men österut är den platt. Trakten runt Dschang Airport är tätbefolkad, med 383 invånare per kvadratkilometer. Närmaste större samhälle är Dschang, 1,3 km väster om Dschang Airport. Trakten runt Dschang Airport är huvudsakligen savannskog.